# Daniël Goens
Daniël Goens (Neder-Over-Heembeek, 15 september 1948) was een professioneel wielrenner van 1970 tot 1971. Hij reed sinds 1966 als amateurwielrenner. Goens reed vaak samen met Robert Vanlancker tandem en samen behaalden ze een bronzen medaille op de Olympische Spelen in 1968.

## Erelijst

### Baan
| Jaar     | BK                                          | EK       | WK       | Overige                                 |
| Amateurs | Amateurs                                    | Amateurs | Amateurs | Amateurs                                |
| -------- | ------------------------------------------- | -------- | -------- | --------------------------------------- |
| 1967     | 1 Km · Tandem · Ploegkoers · Sprint         |          | Tandem   |                                         |
| 1968     | Ploegkoers · Tandem · Omnium · 1km · Sprint |          | Tandem   | Olympische Spelen: · Tandem · 9e Sprint |
| 1969     | Omnium · Ploegkoers · Sprint · 1km          |          |          |                                         |
| 1970     | Ploegkoers · Omnium                         |          |          |                                         |

### Weg
1969
1e etappe Tour de Namur
1970
Auvelais